# 日下潤一
日下 潤一（くさか じゅんいち、1949年 - ）は、日本のブックデザイナー。香川県観音寺市生まれ、大阪育ち。
大阪を拠点にデザイナーとして活動し、あわせて映画自主上演グループ「フィルムジャム」、シルクスクリーン工房「絹屋」を主宰。雑誌「プレイガイドジャーナル」のアートディレクションや「春一番コンサート」のポスターのデザインなどを担当。編集者村上知彦と共同作業をする中で、村上が編集した双葉社の書籍のデザイナーを担当。1984年から東京に拠を移す。
多数の書籍のブックデザインと、雑誌「芸術新潮」「小説現代」のアートディレクション等を担当。1991年から病気治療の平野甲賀に代わって1996年頃まで晶文社の装幀を担当した。
印刷史研究会同人。 

## 著書
- 『組版/タイポグラフィの廻廊』府川充男, 小宮山博史, 日下潤一, 大熊肇, 前田年昭, 小池和夫共著 白順社 2007